# Daniel Harding
Daniel Harding (Oxford, 31 d'agost de 1975) és un director d'orquestra britànic. Actualment és el director musical de l'Orquestra Simfònica de la Ràdio Sueca i el principal director convidat de l'Orquestra Simfònica de Londres.

## Biografia
A l'edat de 17 anys, Harding va reunir un grup de músics per a interpretar Pierrot Lunaire d'Arnold Schoenberg, i va enviar una cinta amb l'execució a Simon Rattle. Després de sentir-la, Rattle el va contractar com a director assistent al capdavant de l'Orquestra Simfònica de la Ciutat de Birmingham per un any, durant la temporada 1993-1994. En aquest últim any, Harding va fer el seu debut professional al capdavant d'aquesta orquestra.
En aquells dies, Harding era un estudiant de la Universitat de Cambridge, però després del seu primer any com a universitari, Claudio Abbado, que li deia "el meu petit geni" el va nomenar director assistent de l'Orquestra Filharmònica de Berlín, amb la qual va debutar en el Festival de Berlín de 1996. En la seva primera direcció al Proms el 1996, va ser el director més jove a actuar. El 1997, Harding va ser el Director de Música de l'Ojai Music Festival, al costat del pianista Emanuel Ax.
Entre 1997 i 2000 va ser director principal de l'Orquestra Simfònica de Trondheim, Noruega, càrrec que va simultaniejar amb el de principal director convidat de la Sweden's Norrköping Symphony (1997-2003) i el de director musical de la Deutsche Kammerphilharmonie Bremen (1997-2003). Amb aquesta última orquestra va realitzar els seus primers enregistraments discogràfics.
El 2003 es va convertir en el primer director musical de la Mahler Chamber Orchestra, conjunt fundat pel seu antic mentor Claudio Abbado de la qual ara és director emèrit. Aquest mateix any va debutar al Festival de Salzburg al capdavant de l'Orquestra Estatal Saxona de Dresden (Dresden Staatskapelle). El 2005 va dirigir la nit d'obertura a La Scala de Milà amb Idomeneo, com a substitut, després de la dimissió de Riccardo Muti.
El 2004, Harding va ser nomenat director convidat principal de l'Orquestra Simfònica de Londres (LSO). Un dels seus projectes amb la LSO és el Sound Adventures, un programa per a composicions noves. Amb la LSO, ha dirigit un enregistrament de l'òpera Billy Budd per a EMI Classics. Es converteix en el Director Principal de l'Orquestra Simfònica de la Ràdio Sueca el 2007. El setembre de 2009 va allargar el seu contracte com a director principal de l'orquestra fins al 2012. L'abril de 2013 l'orquestra va anunciar l'extensió del seu contracte fins al 2015. Amb l'orquestra ha gravat per al segell Sony Classical.
El seu estil de direcció, molt influït com és lògic pel seu mentor Claudio Abbado, es caracteritza per la claredat d'idees, la capacitat per transmetre-les amb eficàcia, la perspicàcia per saber que és el que ha d'estar en primer pla a cada moment i una visió de conjunt que va més enllà de l'anècdota i el converteix en un director molt complet. La seva forma de comunicar és molt adequada tant cap endavant, cap als músics, com cap enrere, cap al públic. Respecte a la direcció comenta que en realitat el poder d'un director resideix en la seva capacitat per fer poderosos els seus músics i fer que aconsegueixin viure les partitures a l'uníson d'acord amb la visió de l'intèrpret, el director i si escau el solista.
Des de setembre de 2010, Harding és conseller musical de la NJP (New Japan Philharmonic). I des d'abril de 2012, també és el Director Artístic de l'Ohga Hall a Karuizawa, Japó. El juny de 2015, l'Orquestra de París va anunciar la contractació de Harding com el seu 9è director principal, des del setembre de 2016.

## Discografia parcial
- Bartók: Violin Concertos No. 1 & 2 - Isabelle Faust/Swedish Radio Symphony Orchestra/Daniel Harding, 2013 harmonia mundi
- Beethoven: Piano Concertos Ens. 3 & 4 - Swedish Radio Symphony Orchestra/Daniel Harding/Maria João Pires, 2014 ONYX
- Beethoven: Emperor Concerto - Schumann: Fantasy - Yundi Li/Berliner Philharmoniker/Daniel Harding, 2014 Mercury/Deutsche Grammophon
- Beethoven: Overtures - Daniel Harding/Deutsche Kammerphilharmonie, 1999 EMI/Erato
- Brahms: Violin Concerto, String Sextet no. 2 - Isabelle Faust/Mahler Chamber Orchestra/Daniel Harding, 2011 harmonia mundi
- Brahms: Symphonies Ens. 3 & 4 - Daniel Harding/Die Deutsche Kammerphilharmonie Bremen, 2001 Erato/Warner
- Brahms, Berg Violin Concertos - Daniel Harding/Wiener Philharmoniker, 2012 EMI/Erato
- Britten: Billy Budd - Nathan Gunn/Ian Bostridge/Gidon Saks/Neal Davies/Jonathan Lemalu/Matthew Rose/London Symphony Orchestra, 2008 Virgin Classics/EMI Records - Grammy Award for Best Opera Recording 2010
- Britten: The Turn of the Screw, Op. 54 - Daniel Harding/Ian Bostridge/Joan Rodgers/Mahler Chamber Orchestra, 2002 EMI/Erato
- Britten: Serenade for Tenor, Horn & Strings etc. - Ian Bostridge/Bamberger Symphoniker/Britten Sinfonia/Daniel Harding/Ingo Metzmacher/Marie-Luise Neunecker, 1999 EMI/Warner
- Chaikovski, Conc. per vl./Souvenir d'un lieu cher - Jansen/Harding/Mahler CO, 2008 Decca
- Dvořák: Cello Concertos - Steven Isserlis/Mahler Chamber Orchestra/Daniel Harding, 2013 Hyperion
- Mahler: Symphony No 4 in G major - Daniel Harding/Mahler Chamber Orchestra, 2005 EMI/Erato
- Mahler, Sinf. n. 10 - Harding/WPO, 2007 Deutsche Grammophon
- Mendelssohn & Schumann: Violin Concertos - Daniel Harding/Mahler Chamber Orchestra/Renaud Capuçon, 2004 Erato/Warner
- Mozart: Don Giovanni - Carmela Remigio/Daniel Harding/Lisa Larsson/Mahler Chamber Orchestra/Mark Padmore/Véronique Gens, 2000 EMI/Virgin/Erato
- Orff: Carmina Burana - Daniel Harding/Der Tölzer Knabenchor/Christian Gerhaher/Symphonieorchester & Chor des Bayerischen Rundfunks/Patricia Petibon/Hans-Werner Bunz, 2010 Deutsche Grammophon
- Strauss: Alpine Symphony - Saito Kinen Orchestra/Daniel Harding, 2014 Saito Kinen Festival/Decca
- Szymanowski: Violin Concerto No. 1 - Daniel Harding/London Symphony Orchestra/Nicola Benedetti, 2005 Deutsche Grammophon
- Chaikovski: Violin Concerto - Janine Jansen/Mahler Chamber Orchestra/Daniel Harding, 2013 Decca
- Chaikovski and Mendelssohn: Violin Concertos - Ray Chen/Swedish Radio Symphony Orchestra/Daniel Harding, 2012 Sony
- Amoureuses - Patricia Petibon/Concerto Köln/Daniel Harding, 2003 Deutsche Grammophon
- Romantische Arien - Christian Gerhaher/Daniel Harding/Symphonieorchester des Bayerischen Rundfunks, 2012 Sony
- Le Boeuf sur le Toit - Daniel Harding/Die Deutsche Kammerphilharmonie Bremen/Renaud Capuçon, 2001 Erato/Warner